# 東方仗助
東方 仗助（ひがしかた じょうすけ）は、荒木飛呂彦の漫画作品『ジョジョの奇妙な冒険 Part4 ダイヤモンドは砕けない』に登場する架空の人物で主人公。第四部のジョジョ。

## 人物
1983年生まれ。Part4・1999年4月時点で、ぶどうヶ丘高校に通う高校1年生。身長は「185cm（成長中）」「180cm」の2通りの記載がある。ジョースター家血統者の特徴である「左肩の星型のアザ」が、仗助のみ作中では描写されていない（アニメではアザがはっきりと描かれている）。特徴的なリーゼントヘアに改造学ランを身に着けている。初登場時、年上の不良に絡まれた際に「仗助」の音読み（じょうじょ）から転じて「ジョジョ」というあだ名をつけられたが、以後呼ばれることはない。
教師の母・朋子、朋子の父で警察官の祖父・良平と3人でM県S市杜王町に暮らしている。容姿から不良やヤンキーと誤解されがちだが、普段の仗助は至って普通に学生生活を送っている。とはいえ、プロフィールによるとパチンコ屋の店長に「おとくいさん」と呼ばれるほどのパチンコ好きであるなど、全くの模範生というわけでもない様子。口癖は「グレート」。基本的には、誰に対しても砕けた口調で話し、目上の者への敬語にも「っス」とつける。
父親はジョセフ・ジョースターで、彼が62歳のときの子供。血縁上は、ジョセフの孫である空条承太郎の叔父に当たる。日本人と白人のハーフである。朋子は大学生時代にジョセフと不倫関係にあり、その時に仗助を身ごもって出産した。出産の事実は長い間ジョセフにも知られていなかったが、年老いて死期を意識したジョセフの遺産を空条承太郎たちが整理・調査していたところ、ジョースター家にその存在が発覚した。本人も自分の父親についてはある程度知っていたらしく、母親から話を聞いて、それで納得もしている、という発言をしている。甥だが年上である承太郎とは「承太郎さん」「仗助」と呼び合い、尊敬すべき年上の親族として敬っている。実父ジョセフと対面した当初は、それまで一生逢う事もないだろうと考えていたこともあり気まずい関係で、お互い「ジョースターさん」「仗助くん」とぎこちなく呼んでいたが、様々な事件を経ていくうちに打ち解け、「じじい」と親しく呼ぶようになり父親として認めるようになった。
趣味はテレビゲームとプリンスのCDを聞くことで、自宅のシーンではよくゲームをしている。普段は同学年の友人である虹村億泰や広瀬康一と一緒にいることが多い。億泰とは敵として出会ったが、親友となる。
性格も一族同様、正義感が強く周囲の危機に自らを犠牲にすることがしばしばあるほか、明るく人当たりのいい性格で周囲からの人気も高く、同年代の女子生徒たちからもモテているが、基本的にはあまり興味がなさそうな態度で接しており、本人曰く「純愛派」でナンパはできない。アニメ版の特典ドラマCDではモテている自覚も薄いらしく、康一からは「外見に反して奥手」と評されている。反面、間田などの女運のない男からは「モテて生意気な奴だ」と嫌がられる。ジョースター家の遺産相続に一切興味を示さない一方で、目前の小銭稼ぎを楽しむ面がある。また祖父・良平がブランド物の衣類を収集していた影響で服装に拘っており、靴や靴下、パンツなどブランド物に拘っている。爬虫類全般が「表情や動きが何を考えているのか分からなくて不気味」という理由で苦手。なお、肉体的に体調不良などの問題がなにもなく、手のひらを見ただけで相手の体調を完璧に見抜くというトニオ・トラサルディーが、仗助を見てどこも悪いところがないので、自分の料理を食べても何も変わらないと診断するほど健康でもある。
普段の風貌に反して態度は温厚であるが、激昂すると手が付けられなくなる。特に、自分の髪型をけなされると無条件に、そして怒りで我を忘れて周りが見えなくなるほどにまで逆上し、たとえ相手が誰であろうと見境い無く容赦のない攻撃を加える。その理由は子供の頃（Part3で承太郎たちがDIOを倒すべくエジプトを目指していた時期）、スタンド能力発現に伴う高熱で生死の境をさまよい病院に運ばれる途中、積雪に車のタイヤを取られて立ち往生していたところをリーゼントヘアで学ラン姿の見知らぬ少年に救われ、その姿を見て彼に強く憧れて同じ格好をするようになったためで、髪型をけなされることは、その少年をけなしたことと同じだと思っているためである。承太郎との初対面時、自分と母を放っておいたジョセフには怒りを示さなかったが、髪型をぞんざいに呼んだ承太郎にはキレてスタンドで殴り掛かるという暴挙をとった。また、身内に危害を加える敵には容赦をせず、祖父を殺したアンジェロ、母を人質に取ったエニグマ、友人を殺した吉良吉影などにはクレイジーダイヤモンドで手加減なしでの攻撃を敢行した。一人称は「おれ」だが、調子に乗ると自分で自分を「仗助くん」と呼びふざけることも。

## 劇中での活躍
1999年4月、ジョセフの遺産整理のために会いにやって来た空条承太郎から、実父ジョセフのことと、杜王町に邪悪なスタンド使い・アンジェロが潜んでいることを知らされる。祖父の良平をアンジェロに殺されたことで、遺志を継いで町を守ることを決意し、アンジェロを倒す。
「弓と矢」でスタンド使いを増やしていた虹村形兆を倒すが、介入してきた敵に形兆を殺され、弓と矢は盗まれてしまう。敵の正体を探知するべくやって来るジョセフをめぐって、正体を表した敵・音石明と戦って倒し、弓と矢を回収して父ジョセフとも対面を果たす。
幽霊の杉本鈴美から、杜王町に潜む殺人鬼の存在を知らされるも、警察が対処すべきか、それともスタンド使いの自分たちが対処すべきか判断を保留する。そんな折に、新たな友人となった重ちー（矢安宮重清）を殺され、明確に犯人を追うようになる。広瀬康一と空条承太郎は犯人の正体・吉良吉影に辿り着くも、戦闘で死に瀕し、仗助は彼らの負傷を治す。そのまま逃げる吉良を追跡するも、吉良は辻彩のスタンド能力を利用した上で口封じに殺し、自身は別人に成り代わって行方をくらます。
仲間と共に吉良を追う中、写真のおやじが弓と矢で生み出した刺客と戦うことになる。
遂に吉良を見つけるも吉良の新たな能力「バイツァ・ダスト」の術にハメられ、吉良を見つけたことがなかったことにされるばかりか死の運命が確定する。だが、川尻早人の機転により改めて吉良を発見し、死の回避にも成功。川尻浩作＝吉良吉影との直接対決となった。

## クレイジー・ダイヤモンド
【破壊力 - A / スピード - A / 射程距離 - D / 持続力 - B / 精密動作性 - B / 成長性 - C】（JOJO A-GO!GO!、JOJOVELLER、Part4テレビアニメ。単行本ではパラメータ無）
人型のスタンドで、デザイン上の特徴としては全身にハートマークがあしらわれており、頚部には数本のパイプのようなものがある。
近距離パワー型で射程距離は短いが、パワーとスピードは承太郎のスタープラチナに匹敵するほどの最高位レベル。スピードや精密動作性に関しては、仗助本人は「スタープラチナには劣る」と評しているものの、スタープラチナと同様に、至近距離で発射された弾丸を指でつまんで止めることができるレベルには達している。また、仗助が「キレた」時はパワー・スピード共に、瞬間的にスタープラチナ（通常時）を凌ぐ性能を発揮したこともある。
決め技は「ドラララララララア!!」「どららぁああ〜〜」の掛け声と同時に拳撃の連打を相手に叩き込むラッシュ攻撃。自称時速300kmのパンチで、キレた時はさらに速度が増す。スタープラチナのガードですら弾くパワーを持つ反面、精密さに欠けるゆえ、普段は勢い余って殴り殺さないように「加減して的確に急所を外して」殴っているが、仗助がキレた時はそうした手加減がされない。これは、相手が死のうが「どんな形に変形しようが別の物質と融合しようが」関係ないと全力で殴ることに起因する。
固有の特殊能力として、手で触れることで壊れた物体や負傷した生物、果てはスタンドまであらゆる物を元通りに修復する能力を持つ。ただし、あくまでも「壊れたり変化した物を元の形に戻す」能力であるため、内科的な病気の治療や、負傷して流れ出た血液を元の治療した人物へ戻すことはできず、破損した部位が完全に消滅してしまった物体の復元はできない。仗助自身の治療はできず、絶命した生物を蘇生させることも不可能である（遺体の損傷は修復可能）。しかし逆に、「対象がまだ絶命していない」かつ「形状の修復で解決する損傷」であるならば、対象がどんな致命傷を受けたとしても治療可能。
この「修復」する能力は、第4部の最大の敵である吉良吉影のスタンド「キラークイーン」の対象物を完全に破壊する「爆破」の能力とは正反対の能力でもある。吉良は当初、承太郎のスタープラチナこそ自身にとって最大の障害となる存在と考えていたが、実際に対戦してクレイジー・ダイヤモンドが持つ修復能力の応用力の高さを目の当たりにして、「何をするか先の読めないスタンド」と察し、クレイジー・ダイヤモンドこそが「私の“心の平穏”にとって最も恐れるべき存在」と認識を改めた。実際、スタンド戦闘でも相性の良さを見せており、キラークイーンの爆弾によって爆死しつつある人間でも、絶命前ならば既に起爆して体がバラバラになりつつある状態からでも治療できる他、本体から分離して放たれる「第2の爆弾・シアーハートアタック」は康一や承太郎では逃げ回るしかなかったものを、「元に戻す」能力で強制的に本体の所に送り返して無力化してしまうことが可能。
部品がなくなった物は直せないので、虹村億泰のスタンド「ザ・ハンド」の能力で削り取られた物は修復できない。億泰とは性格面での相性がよいが、スタンド能力のコンボには難点がある。
能力が発動すると、残りの他の部分は自動的に引き寄せられるため、ほんのひとかけらでも手元に残っていれば全体の修復が可能である。この引き寄せる（戻ってゆく）力は強力で、大人の身体を簡単に引っ張ることもできるため、攻撃や移動、追跡など様々な手段に応用できる。
「直す」という方向であれば、完成形はある程度仗助の思い通りにできる。仗助が激昂している場合は、歪んだ形に復元されることが多い。また、「直す」応用として調理済みの料理を調理前の食材に戻したり、紙に書かれたインクを紙に定着する前まで戻し、浮かんだ状態のインクを飛ばして移動させる事によって文字を書きかえることもできる。修復能力は、初期は攻撃の際でも仗助の意思と無関係に発動していたが、物語後半では意識的に発動しないこともできるようになっていた。破壊した複数の物体を融合させることも可能で、何人かの敵（総じて卑劣な悪人）を再起不能にしている。
その修復の力から承太郎には「何かを破壊して生きている人類の中で、この世のどんなことよりもやさしい能力」と評されている。
スタンド名の由来は、ピンク・フロイドの楽曲「Shine On You Crazy Diamond」。作中では、仗助のキレやすい一面から承太郎が命名したことになっている。
ゲーム『オールスターバトル』の北米版や、Crunchyrollで配信されている北米版テレビアニメでは、"Shining Diamond"（シャイニング・ダイヤモンド）と改名されている。
作者が語るところでは、形あるものは必ず崩れていくというエントロピーの原理を、覆す能力（ANTI-ENTROPY）とのことであり、スタープラチナの「パワー＆スピード・少年漫画の主人公の王道」とは異なる主人公の能力ということ。デザイン面でも、スタンドの色味は黒っぽいスタープラチナとは対照的な色に設定されている。また、ハートマークはPart3終盤で作者が凝っていたデザインのなごりである。Parte5完了時にて、作者はベストスタンド「総合編」1位として挙げており、「意外性を常に秘めながらシンプルに戦える」とコメントしている。

## スピンオフ作品での登場

### The Book
2000年1月、怪死事件を調査する。この犯人から邪魔者とみなされ、スタンド攻撃を受けかけるも、朋子が誤爆を受けてしまう。朋子の負傷はスタンドで治して一命はとりとめるも、仗助は完全に本腰を入れて犯人探しに乗り出す。対決した犯人からは、表向きは「恩人である学生服の青年を探してやろうか」と揺さぶりをかけられ、心理戦の裏では「本の存在により、仗助は死ぬ」と抹殺されかける。なお、今作では学校での成績について触れられており、内容は壊滅的な数値を出した億泰とは対照的に「普通」とのことだった。

### クレイジー・Dの悪霊的失恋
1999年3月、高校入学直前のエピソードが描かれる。まだ空条承太郎とは出会っておらず、仗助のスタンドも「クレイジー・ダイヤモンド」と名付けられてない。とある依頼を受け杜王町へとやってきたホル・ホース、花京院典明の墓参りに訪れたその従妹と出会う。ホル・ホースの依頼に関連する謎の事件に巻き込まれる中で、両者と次第に打ち解けていく。最終的に事件の犯人と直接対決し、事件に終止符を打った。

## キャスト
声優
羽多野渉
- 『ウルトラジャンプ』2012年度テレビCM
- ジョジョの奇妙な冒険 オールスターバトル
- ジョジョの奇妙な冒険 アイズオブヘブン

小野友樹
- テレビアニメ版
- ジョジョの奇妙な冒険 スターダストシューターズ
- ジョジョの奇妙な冒険 ダイヤモンドレコーズ
- ジョジョの奇妙な冒険 ラストサバイバー
- ジョジョの奇妙な冒険 オールスターバトルR

大地葉
- テレビアニメ版・少年時代

俳優
山﨑賢人
- 映画『ジョジョの奇妙な冒険 ダイヤモンドは砕けない 第一章』

## その他
画集『JOJO-A-GO!GO!』において、作者が選んだ「お気に入りのキャラクター」としてNo.1に挙げられている。
制服のアクセサリーの中（左襟部分）にあるイカリのマークは、♂マークと♀マークを合わせることで人間を象徴しているという。また、これはプリンスが改名前に使っていた特有のマークでもある（Part4における空条承太郎の帽子のマークも同じ）。
なお、『オールスターバトル』の北米版では、Part8『ジョジョリオン』の東方定助との区別のため、"Josuke Higashikata 4"と表記される。
『岸辺露伴は動かない』『岸辺露伴 ルーヴルへ行く』には、露伴のほかPart4の登場人物たちが登場し、描写から東方仗助であることがほぼ明らかな人物も登場している。ただし仗助のみ、顔が描かれずセリフも存在しない。作者コメントによると、これらのシリーズはPart4とは設定を変えており、また『ジョジョリオン』の隣合わせの世界であるという。
『JOJO'S BIZARRE ADVENTURE OVER HEAVEN』では、序文で彼についての言及がある。Part6時点に相当し、空条承太郎が記憶を奪われて昏睡状態に陥っており、ディスク奪回に次ぐ第二案として「DIOのノートの復元」が挙げられた。そこで仗助が「焼けたノートの灰」にクレイジーダイヤモンドの能力を行使するも、損傷が激しく完全復元には至らなかったということが述べられている。